# Levente Török
Levente Török (* 13. April 1993 in Budapest) ist ein ungarischer Dirigent.

## Leben
Levente Török stammt aus einer Musikerfamilie und assistierte bereits während seines Studiums an der Universität für Musik und darstellende Kunst Wien beim Wagner-Festival in Wels und bei den Festspielen Baden-Baden. In der Saison 2014/2015 war er zunächst als Chordirektorassistent an der Chorakademie der Wiener Staatsoper tätig.
Von 2015 bis 2018 war er am Theater Regensburg als Solorepetitor mit Dirigierverpflichtung engagiert. Neben eigenen Einstudierungen (Der Vetter aus Dingsda  sowie mehrere Ballett- und Kinderproduktionen) dirigierte er dort mehr als einhundert Repertoirevorstellungen wie Un ballo in maschera, La Cenerentola und Così fan tutte. Als 1. Kapellmeister trat er sein Festengagement von 2018 bis 2022 in Ulm an. Hier dirigierte er Neuproduktionen wie Katja Kabanova, Hänsel und Gretel, Rigoletto, Il barbiere di Siviglia und My Fair Lady, aber auch Produktionen wie Ariadne auf Naxos, Figaros Hochzeit, Lucia di Lammermoor, Der fliegende Holländer, Fidelio und Cendrillon. Seit 2019 gastiert Levente Török regelmäßig an der Ungarischen Staatsoper. Nach Zoltán Kodálys Märchenoper Háry János dirigierte er dort Hunyadi László (Ferenc Erkel), Brittens Ein Sommernachtstraum und Iphigénie en Tauride.
Im Juni 2021 gewann er den 1. Internationalen Dirigierwettbewerb in Llíria, Valencia. Daraufhin erhielt er Einladungen zum Nationalorchester Spanien, zum Symphonieorchester des Spanischen Rundfunks und Fernsehens, zu den Philharmonikern Málaga, zum Königlichen Symphonieorchester Sevilla und zum Orchester Valencia. Im Goldenen Saal des Wiener Musikvereins dirigierte er im Dezember 2021 ein Weihnachtskonzert.
Im Juli 2022 leitete er im Rahmen des Beethoven Festivals Martonvásár zum ersten Mal die Ungarische Nationalphilharmonie. Seit Beginn der Spielzeit 2022/2023 ist er 1. Kapellmeister am Mecklenburgischen Staatstheater Schwerin.
Im Januar 2023 debütierte er am Palast der Künste, Budapest, mit einem Rachmaninov-, Liszt- und Dohnányi-Programm und den Symphonikern Miskolc und im März 2023 an der Isländischen Oper mit Madame Butterfly. 2023 dirigierte er außerdem zum ersten Mal die Pannon Philharmoniker (Pécs), die Szegediner Symphoniker, die Dohnányi Symphoniker (Budapest) und das Symphonieorchester des Spanischen Rundfunks und Fernsehens und kehrte mit einer Tosca-Serie zur Ungarischen Staatsoper und mit einem Symphoniekonzert zu den Symphonikern Miskolc zurück.

## Aufnahmen
- CD: Mátyás Seiber: Orchesterwerke und Kammermusik (Württembergisches Kammerorchester, Nina Karmón) Händler 2020